# Steve Darcis
Steve Darcis (* 13. března 1984 Lutych) je bývalý belgický profesionální tenista. Ve své kariéře vyhrál na okruhu ATP World Tour 2 turnaje ve dvouhře. Nejvýše byl ve dvouhře umístěn 22. května 2017 na 38. místě a ve čtyřhře 5. ledna 2009 na 126. místě žebříčku ATP.

## Finálové účasti na turnajích ATP World Tour (3)

### Dvouhra - výhry (2)
| Legenda                                                       |
| Grand Slam (0)                                                |
| ATP Masters Series / ATP World Tour Masters 1000 (0)          |
| ATP International Series Gold / ATP World Tour 500 Series (1) |
| ATP International Series / ATP World Tour 250 Series (1)      |

| Č. | Datum             | Turnaj                 | Povrch    | Soupeř ve finále | Výsledek    |
| 1. | 22. červenec 2007 | Amersfoort, Nizozemsko | antuka    | Werner Eschauer  | 6-1, 7-6(1) |
| 2. | 2. březen 2008    | Memphis, USA           | tvrdý (h) | Robin Söderling  | 6-3, 7-6(5) |

### Dvouhra - prohry (1)
| Legenda                                                  |
| ATP International Series / ATP World Tour 250 Series (1) |

| Č. | Datum             | Turnaj                 | Povrch | Soupeř ve finále | Výsledek      |
| 1. | 20. červenec 2008 | Amersfoort, Nizozemsko | antuka | Albert Montañés  | 1-6, 7-5, 6-3 |

## Tituly na turnajích ATP Challenger Tour (1)

### Dvouhra (1)
| Č. | Datum              | Turnaj   | Povrch    | Soupeř ve finále | Výsledek      |
| 1. | 18. listopad, 2007 | Helsinky | tvrdý (h) | Tobias Kamke     | 6-3, 1-6, 6-4 |